# Irinotekan
Irinotekan je citostatik (zdravilo za zdravljenje raka), ki zavira delovanje encima topoizomeraze I. Gre za polsintezni analog naravnega alkaloida kamptotecina.
V glavnem se uporablja pri raku debelega črevesa; pogosto v kombinaciji z drugimi učinkovinami.
Sprva je prišel na trg na Japonskem. Leta 1994 mu je ameriški Urad za prehrano in zdravila dodelil dovoljenje za promet po pospešenem postopku.

## Način delovanja
Po hidrolizi se irinotekan v organizmu aktivira – sama molekula irinotekana je torej predzdravilo; hidroliziran produkt 7-etil-10-hidroksikamptotecin (SN-38) deluje kot zaviralec topoizomeraze I, kar zavira podvojevanje in prepisovanje DNK. Po glukuronizaciji v jetrih se molekula inaktivira.

## Neželeni učinki
Najznačilnejša neželena učinka terapije z irinotekanom sta huda driska in močno zaviranje delovanja imunskega sistema.